# Cão pastor

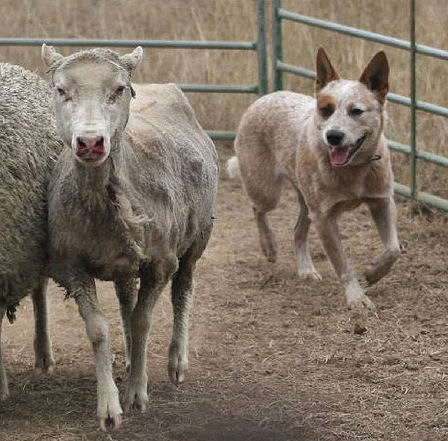
Cão pastoreando ovelhas. O cão boiadeiro-australiano, apesar de especializado em bovinos, pode também ser ovelheiro.

Cão pastor (em inglês:  herding dog) é todo cão usado para pastorear animais. Pode ser ovelheiro (em inglês:  sheep dog; shepherd dog) — pastor de ovelhas — ou boiadeiro (em inglês:  cattle dog) — pastor de bois e vacas. Um exemplo é a raça pastor-alemão, que em sua origem era ovelheiro. 
O cão pastor é treinado e educado para pastorear o gado — seja este, gado bovino ou gado ovino — aproveitando o instinto herdado dos lobos na caça de suas presas, mas ao invés de agir como o lobo separando filhotes, animais fracos ou idosos da manada (presas fáceis de abater) o cão pastor irá usar este mesmo instinto para controlar, reunir e mover o rebanho ajudando seu dono na lida diária sob comandos orientados pelo mesmo. 

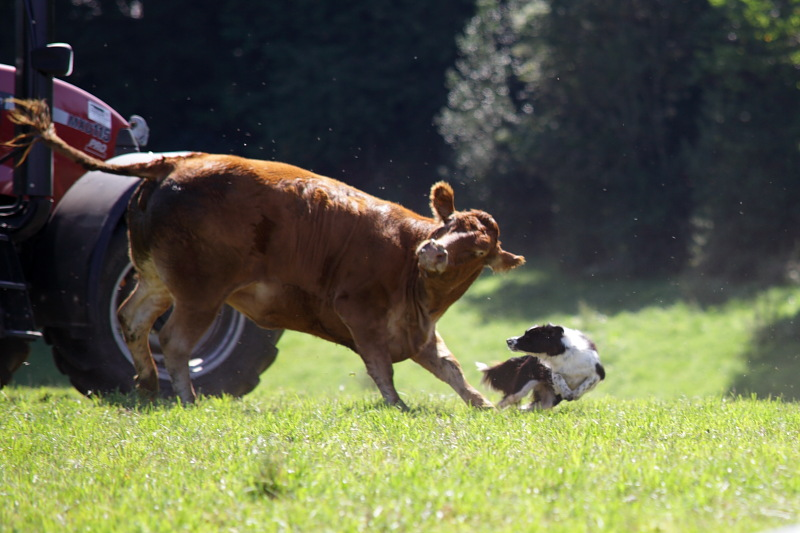
Cão Border Collie e bovino

Cães pastores tornaram-se muito populares em todo o mundo devido a suas habilidades serem passíveis de auxiliar as pessoas nas mais diversas atividades, à exemplo de sua vontade de trabalhar e agradar o dono, o que contribui para sua facilidade de aprendizado, muitas vezes interpretada como inteligência.

## Raças

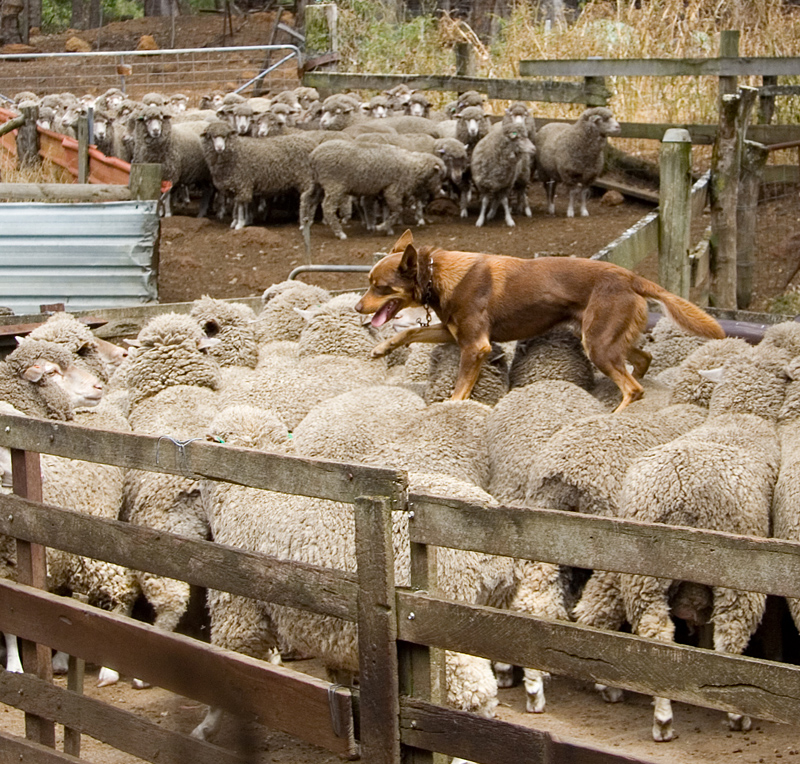
Um kelpie australiano pastoreando ovelhas.

Existem diversas raças de cães pastores, entre ovelheiros e boiadeiros. Muitas perderam sua função original ao longo do tempo devido a perda de popularidade do pastoreio, e acabaram aproveitadas em outras funções como cães de companhia, cães de esporte, e, algumas raças, como cães de guarda e cães policiais.
Aqui estão listadas apenas algumas raças.

### Ovelheiros
- Collies
  - Border collie
  - Rough collie
  - Smooth collie
- Pastor-alemão
- Pastor americano miniatura
- Pastor-australiano
- Pastor-belga
  - Groenendael
  - Laekenois
  - Malinois
  - Tervueren
- Pastor-catalão
- Pastor-de-beauce
- Ovelheiro gaúcho
- Welsh corgi pembroke

### Boiadeiros
- Boiadeiro australiano
- Boiadeiro australiano de cauda chata
- Boiadeiros suíços
  - Boiadeiro de appenzell
  - Boiadeiro de Berna
  - Boiadeiro de Entlebuch
  - Grande boiadeiro suíço
- Boiadeiro das ardenas
- Boiadeiro da flandres
- Fila de são miguel
- Pastor da mantiqueira
- Rottweiler

## Guardiões de gado
Na Ásia central e partes da Europa, como o Leste Europeu, existem cães milenares do tipo molosso ou mastim que são utilizados exclusivamente para proteger rebanhos contra predadores, fazendo parte e permancendo com o rebanho em tempo integral, mesmo sem o dono. São classificados como cães guardiões de gado. 

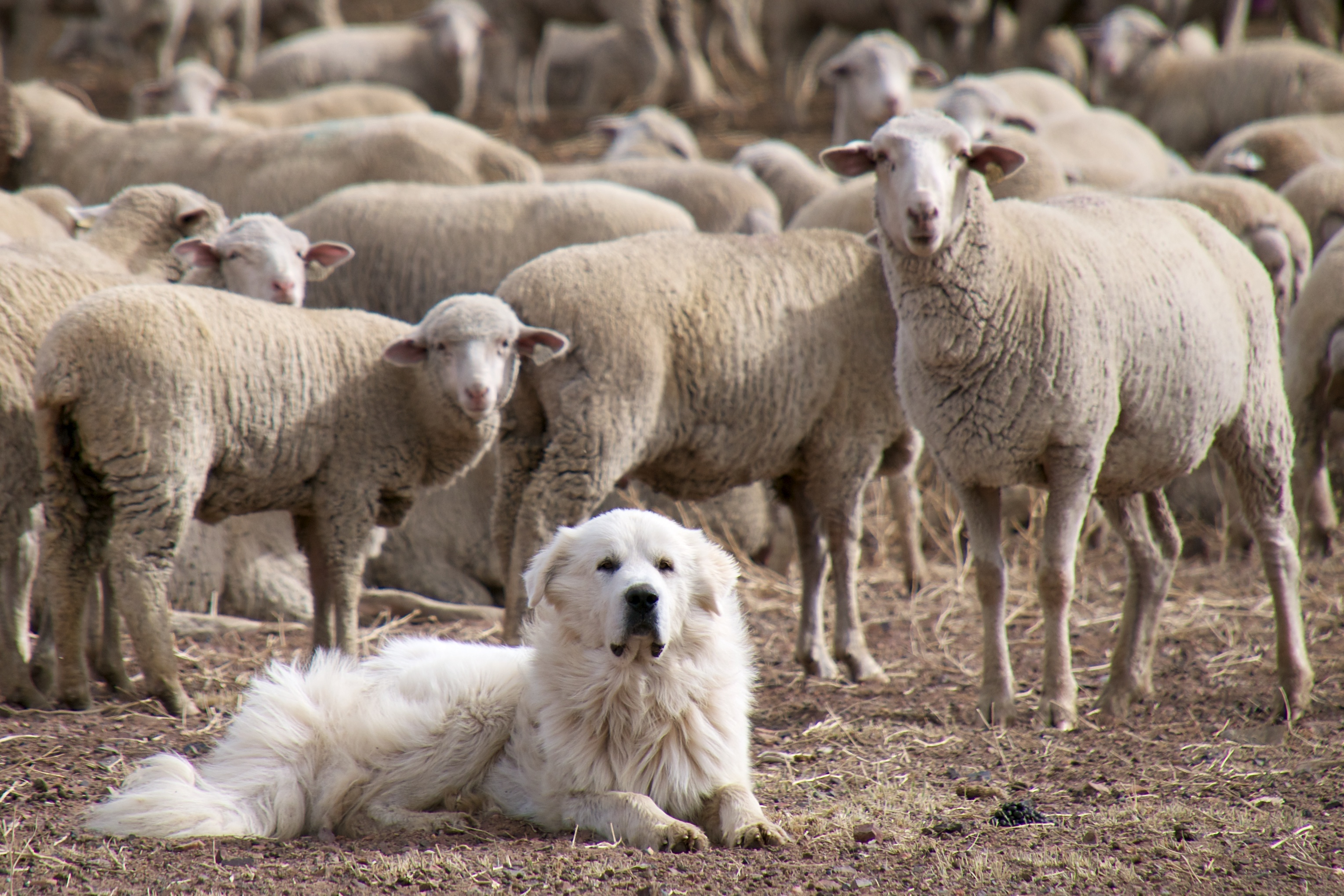
Mastim dos Pirenéus guardando gado ovino

Na Rússia e países circunvizinhos não existem cães que pastoreiam, ou seja, que reunem e controlam o rebanho, existem apenas os guardiões de gado ovino, que são chamados de ovcharka (овчарка). O termo ovcharka, que pode ser traduzido como 'cão de ovelha' ou cão do 'pastor de ovelha', é usado para cães de trabalho especializados em ovelhas, não necessariamente para pastoreio, mas para proteção das mesmas. Várias raças de cães guardiões de gado da região e proximidades são classificados com este mesmo termo.
Pela falta de um termo correspondente no ocidente, muitas raças de ovcharkas tiveram seus nomes traduzidos discutivelmente como pastores, da mesma forma que raças ocidentais de pastoreio como a pastor-alemão na Rússia tiveram seus nomes traduzidos como ovcharkas, também pela falta de um termo correspondente mais apropriado. Porém, desempenham funções diferentes, e por isto, muitas destas traduções vem recebendo versões diferentes, como a substituição de pastor para o termo mastim no caso dos ovcharkas.